# NAG

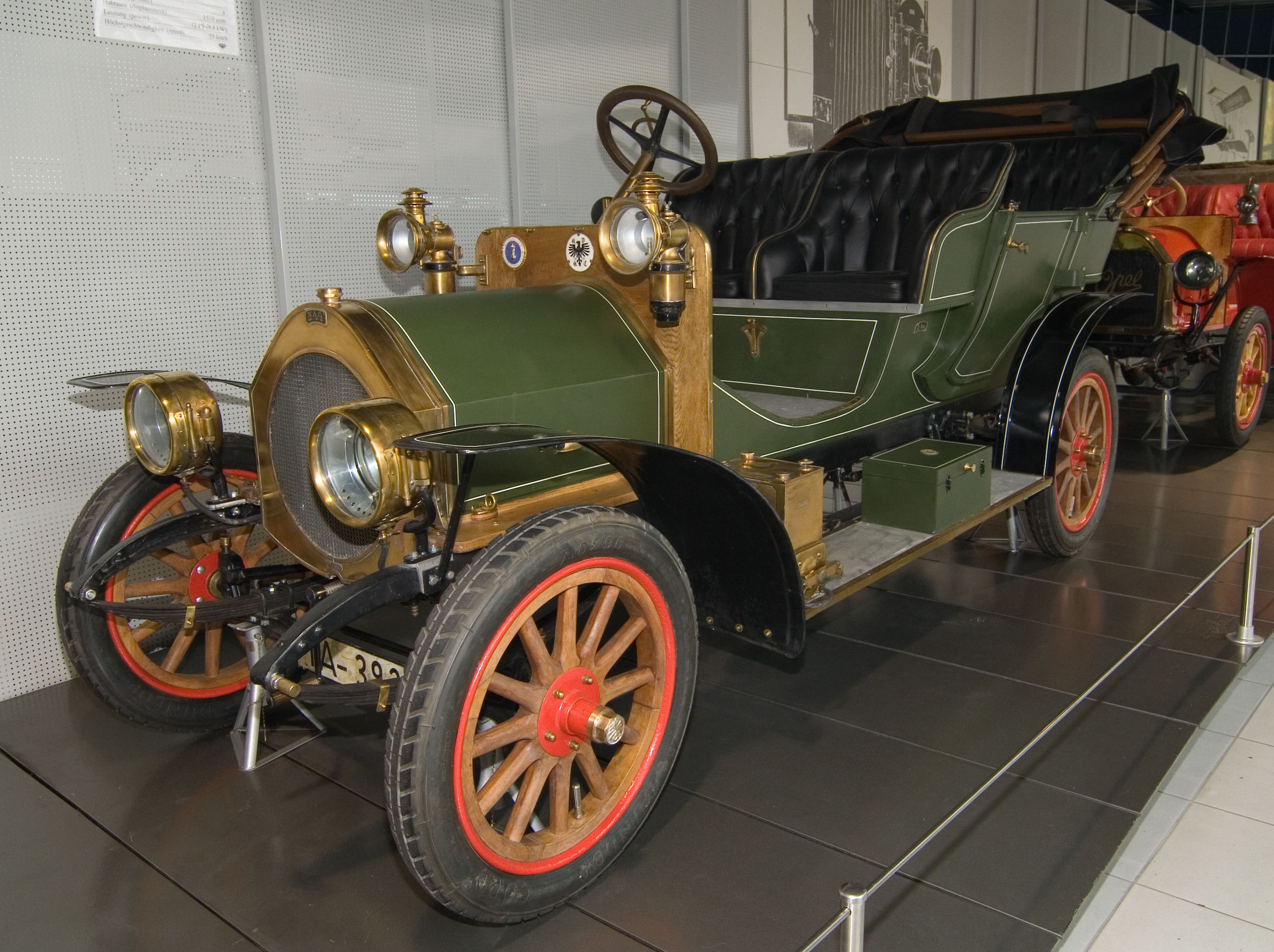
NAG från 1908.

NAG, Neue Automobil-Gesellschaft AG, var en under 1900-talets början stor och välkänd fordonstillverkare i Oberschöneweide i Berlin som ingick i AEG. NAG fusionerades med Büssing 1930.